# Neon Lights (Simple Minds-album)
Neon Lights är ett studioalbum med covers, av det skotska bandet Simple Minds, utgivet 2001. Albumet producerades av Simple Minds och Gordon Goudie. "Gloria" producerades av italienska Phunk Investigation.

## Låtlista[1]
1. Gloria  (3:45) (Van Morrison)
2. The Man Who Sold The World  (4:07) (Bowie)
3. Homosapien  (4:20) (Pete Shelley)
4. Dancing Barefoot  (3:48) (Patti Smith)
5. Neon Lights  (4:16) (Kraftwerk)
6. Hello I Love You  (3:32) (The Doors)
7. Bring On The Dancing Horses  (5:51) (Echo And The Bunnymen)
8. The Needle And The Damage Done  (4:15) (Neil Young)
9. For Your Pleasure  (4:08) (Roxy Music)
10. All Tomorrow's Parties  (3:33) (Velvet Underground)

## Musiker[1]
- Jim Kerr: sång
- Charles Burchill: gitarr, bas, synt, programmering
- Gordon Goudie: bas, gitarr, synt, programmering, trummor